# 伊戈尔·万特克
伊戈尔·万特克（德語：Igor Wandtke，1990年11月3日—），德国男子柔道运动员。他曾代表德国参加2016年和2020年夏季奥林匹克运动会柔道比赛，其中2020年奥运会获得一枚铜牌。